# Pięcioksiąg samarytański

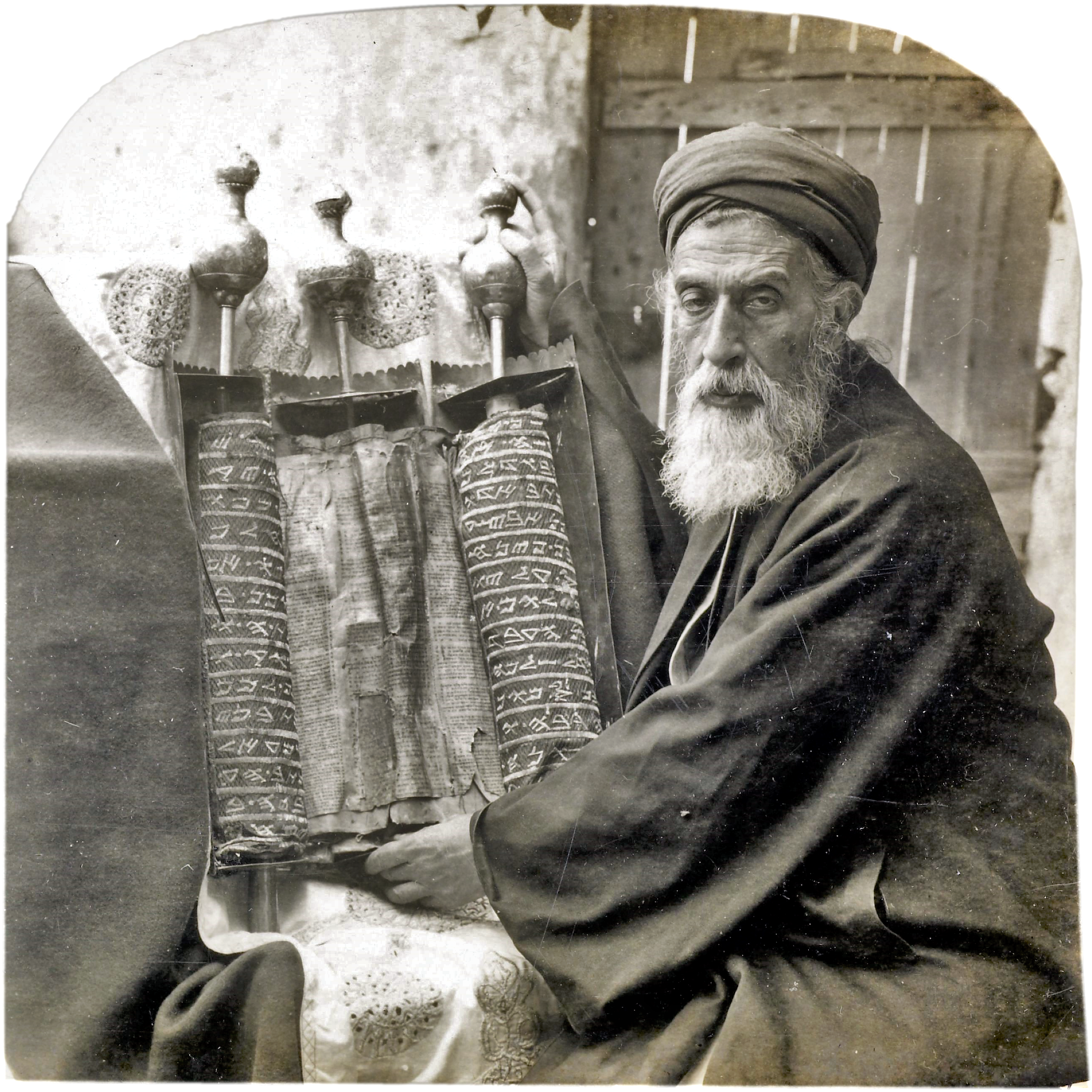
Samarytański Kapłan Najwyższy trzymający w ręku Pięcioksiąg samarytański (1905)

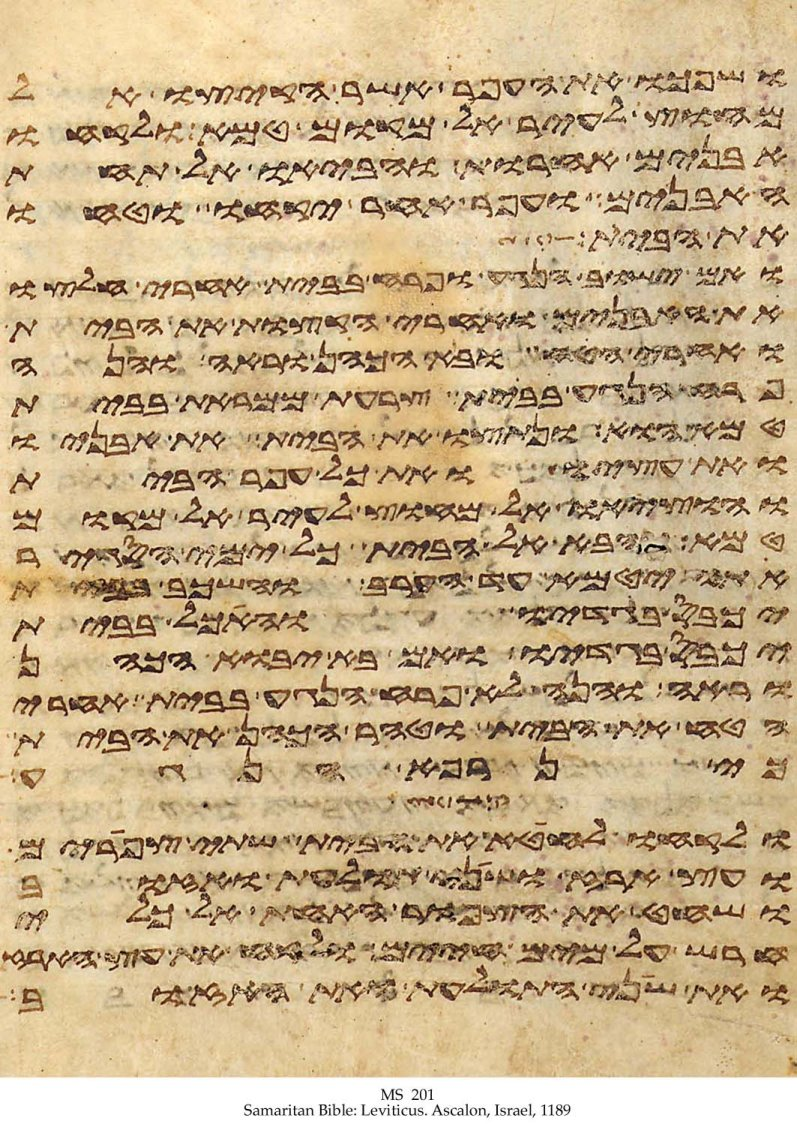
Strona Księgi Kapłańskiej z pięcioksięgu samarytańskiego

Pięcioksiąg samarytański (również Pentateuch samarytański, w samarytańskim hebrajskim ‮ࠕࠦ‎‎‬ࠅࠓࠡࠄ‎, Tūrā) – transliteracja tekstu Pięcioksięgu z języka hebrajskiego na alfabet samarytański wykonana na potrzeby Samarytan pomiędzy IV a II wiekiem p.n.e. Nie jest to przekład w ścisłym znaczeniu tego słowa, lecz konwersja tekstu zawierająca również typowo samarytańskie idiomy. Jest świętą księgą samarytan.

## Okoliczności powstania
Większość mieszkańców Samarii stanowili poddani dziesięcioplemiennego Królestwa Izraela. W VIII wieku p.n.e. zostali oni wysiedleni przez Asyryjczyków, którzy w to miejsce sprowadzili pogan z różnych zakątków swojego imperium. Z czasem obcy kulturowo i religijnie przybysze wymieszali się z pozostałą w Samarii ludnością a ich potomków zaczęto nazywać Samarytanami.
Według wierzeń starożytnych plemion, każde terytorium było strzeżone przez jakieś lokalne bóstwo, dlatego też ludność przesiedlona do Samarii uzupełniła swoje praktyki religijne o kult Boga Jahwe. W późniejszym czasie wskutek podboju babilońskiego również mieszkańcy południowego dwuplemiennego królestwa Judy zostali wysiedleni. Kiedy więc ci wygnańcy powrócili, lud Samarii poprosił ich o zgodę na udział przy odbudowie świątyni jerozolimskiej. Jednak społeczność żydowska pod przewodnictwem Ezdrasza i Nehemiasza odmówiła Samarytanom możliwości sprawowania wspólnego obrządku religijnego w Jerozolimie ze względu na synkretyzm religijny Samarytan. Doprowadziło to około 330 roku p.n.e. do budowy świątyni przez Samarytan na potrzeby swojego kultu na górze Garizim. W 128 roku p.n.e. Samarytanie zostali zaatakowani przez hasmonejskiego króla Jana Hirkana a ich świątynia, będąca dla Żydów symbolem bałwochwalstwa, została zniszczona.
Samarytanie uznawali jedynie pierwszych pięć ksiąg Starego Testamentu i na swoje potrzeby od około IV wieku opracowali własną wersję Tory. Nie nazywano jej Pięcioksięgiem, lecz Ustawą, a sam Pentateuch został podzielony na oddzielne księgi, podobnie jak to miało miejsce u Żydów ze względu na wygodę w posługiwaniu się zwojami.

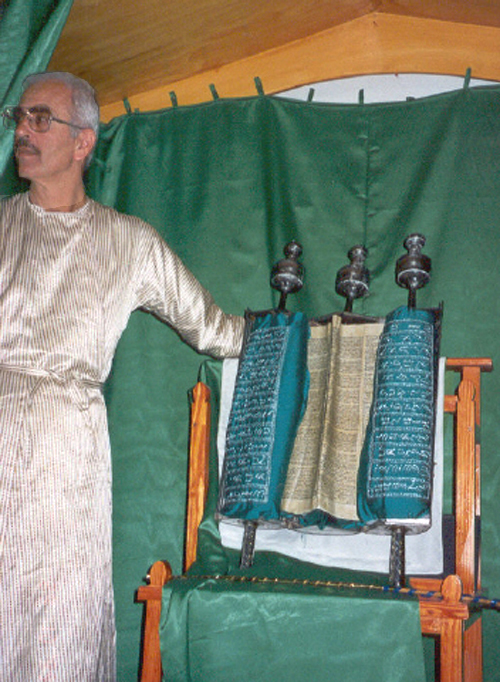
Samarytanin z pięcioksięgiem samarytańskim

Pięcioksiąg samarytański nie jest w dosłownym znaczeniu przekładem, gdyż jest to transliteracja pisma hebrajskiego na alfabet samarytański, który rozwinął się z alfabetu paleohebrajskiego. Dodatkowo wersja ta zawiera idiomy typowe dla Samarytan. Oznacza to więc, że czytając tekst Samarytanie zasadniczo czytają hebrajskie słowa. Dzięki temu Pięcioksiąg samarytański pomaga ustalić ówczesny tekst hebrajski.

## Manuskrypty
Najstarszym zachowanym rękopisem zawierającym Pięcioksiąg samarytański jest Zwój Abiszy dziś należący do gminy samarytańskiej w Nablus. Theodor Gaster datował go na I wiek n.e., choć prawdopodobnie znaczna jego część jest młodsza. Innym rękopisem, obecnie nazywanym Codex B a odnalezionym w 1616 roku w Damaszku przez włoskiego podróżnika Pietro della Valle, w redakcji Jeana Morinusa posłużono się w Poliglocie paryskiej w 1645 roku oraz ponownie w 1657 roku w Poliglocie londyńskiej. Oprócz Zwoju Abiszy do naszych czasów zachowało się jeszcze około 40 większych rękopisów samarytańskich. Poza tym zwojem najstarsze zachowane zwoje Pięcioksięgu samarytańskiego pochodzą z X i XI wieku. Niektóre ważniejsze rękopisy samarytańskie to:
- Zwój Abiszy,
- Codex Add. 1846 z 1100 roku n.e. (biblioteka uniwersytecka w Cambridge),
- Codex B (lata 1345/1356),
- Codex C 1204 n.e., wysoko oceniany przez badaczy,
- Manuskrypt E z 1219 roku n.e. zawierający Księgę Wyjścia,
- Cotton Claudius B VIII z lat 1362–1363, Biblioteka Brytyjska,
- Codex Add. 1877 przechowywany w bibliotece uniwersyteckiej w Cambridge[9][10].

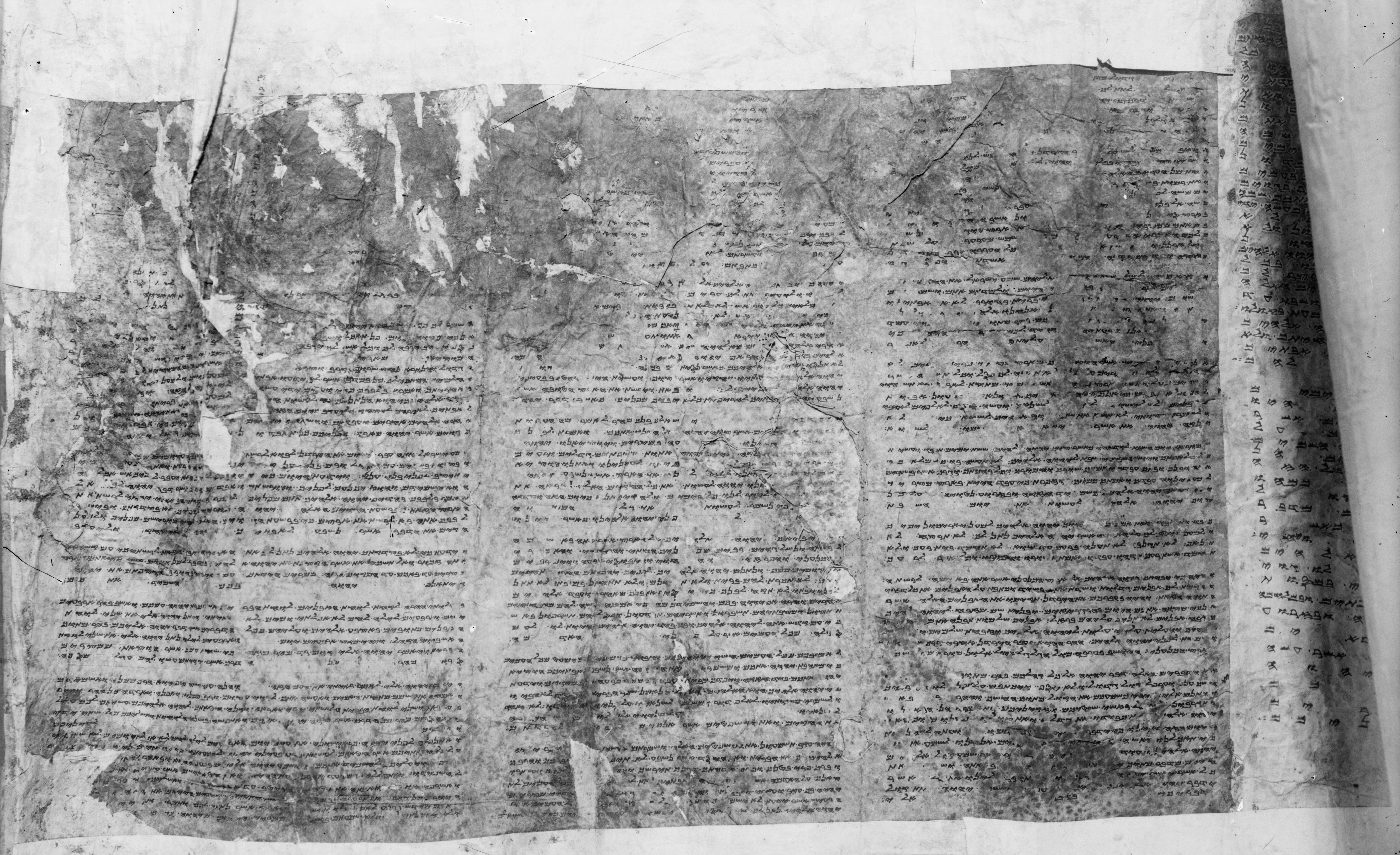
Pięcioksiąg samarytański

Wśród zwojów znad Morza Martwego około 5% jest zgodne z tekstem przekazywanym przez Pentateuch samarytański. Chociaż większość zwojów Tory z Qumran wykazuje bliskie pokrewieństwo do późniejszego tekstu masoreckiego, to jednak niektóre rękopisy Pentateuchu w języku hebrajskim odkryte wśród zwojów znad Morza Martwego zostały zidentyfikowane jako przekazujące protosamarytański typ tekstu, zwłaszcza w Księdze Wyjścia i Liczb. Szczególnie bliski związek z Pięcioksięgiem samarytańskim wykazują zwoje oznaczone jako 4Q22 (4QpaleoExodm) oraz 4Q17 (4QExod-Levf). Zwój oznaczony jako 4Q27 (4QNumb) wspiera tekst samarytański w Księdze Liczb.

## Różnice tekstu w porównaniu z Biblią hebrajską
Z zachowanych do dziś manuskryptów Pięcioksięgu samarytańskiego tylko nieliczne pochodzą sprzed XIII wieku n.e. W tekście samarytańskim doliczono się około 6000 różnic w stosunku do tekstu hebrajskiego. Ogromna większość różnic jest całkowicie nieistotna z punktu widzenia krytyki tekstu. Zasadniczo Pentateuch samarytański jest bardziej zgodny z tekstem masoreckim niż z Septuagintą, naliczono jednak około 1900 miejsc w których wspiera LXX przeciw TM, lecz najczęściej są to mało istotne warianty. Natomiast różni się od TM i LXX w miejscach gdzie tekst zawiera dane liczbowe, jak na przykład podając wiek patriarchów w Rdz 5:19-31 i 11:10-26. Zarówno to, że tekst samarytański jest bliższy TM niż LXX oraz odkryte w Kumran rękopisy 4Q22 (4QpaleoExodm), 4Q27 (4QNumb) oraz 4Q41 (4QDeutn) zdają się potwierdzać tezę o pochodzeniu Pentateuchu samarytańskiego od wcześniejszego tekstu hebrajskiego istniejącego w Palestynie a nazywanego tekstem protosamarytańskim.
Na początku XIX wieku niemiecki badacz Wilhelm Gesenius (1786–1842) przebadał tekst samarytański całościowo oraz podzielił odmienne od hebrajskich warianty na 8 kategorii: 1) poprawki gramatyczne, 2) glosy tekstualne, 3) koniektury, 4) poprawki oparte na miejscach paralelnych, 5) dodatki z miejsc paralelnych, 6) uzgodnienia chronologiczne, 7) dialektalne warianty słów, 8) warianty wynikłe z teologii i wierzeń Samarytan.

### Niektóre warianty tekstowe Pięcioksięgu samarytańskiego
W Księdze Rodzaju 11:32 tekst samarytański podaje, że Terach zmarł w wieku 145 lat, podczas gdy tekst hebrajski podaje 205 lat. Wersja samarytańska powstała prawdopodobnie na skutek zsumowania liczb podanych w 11:26 oraz 12:4, gdyż autor Pentateuchu zapewne uważał, że Abraham podjął drugi etap swojej podróży dopiero po śmierci ojca (12:1).
W Księdze Rodzaju 41:45 imię egipskiego kapłana zapisano jako Potifera (‏פוטיפרע‎). W tekście masoreckim natomiast podzielone zostało ono na dwuczłonowe Poti Fera (‏פוטי פרע‎).
Jedna z ważniejszych różnic dotyczy fragmentu z Księgi Wyjścia 12:40, gdzie tekst samarytański wspiera wersję Septuaginty.
TM 12:40:
„A czas pobytu Izraelitów w Egipcie trwał czterysta trzydzieści lat.” (BT).
Sam, LXX 12:40:
„A czas pobytu Izraelitów, [i ich ojców] w Egipcie i Kanaanie trwał czterysta trzydzieści lat.” (słowa „i ich ojców” ma Sam i LXXA)
W Księdze Wyjścia 20:17 do samarytańskiej wersji Dziesięciorga Przykazań dopisano przykazanie, które nakazywało na górze Garizim wznieść kamienny ołtarz i tam składać ofiary. Ta interpolacja miała na celu usprawiedliwić wybudowanie przez Samarytan świątyni na górze Garizim, która miała konkurować ze świątynią w Jerozolimie.
W Księdze Liczb 3:39 pomija zwrot „i Aaron”, podobnie jak Peszitta oraz jedenaście hebrajskich manuskryptów. Miejsce to jest oznaczone jako Puncta extraordinaria w tekście masoreckim.
W Księdze Powtórzonego Prawa 14:13 pomija trzeci gatunek ptaka nieczystego, podobnie jak LXX i cztery hebrajskie manuskrypty synchronizując ten werset z analogicznym z Księgi Kapłańskiej 11:4. W Pwt 27:4 w wersji samarytańskiej miejsce gdzie Mojżesz miał wypisać prawa na pobielonych kamieniach zmieniono z góry Ebal na Garizim z podobnych względów z jakich w Wyjścia 20:17 dokonano interpolacji.